# Farman 12We
Farman 12We — французский поршневой 12-цилиндровый W-образный авиадвигатель жидкостного охлаждения, разработанный в 1922 году компанией Farman.

## История
Двигатель 12We стал наиболее производимой моделью моторов, выпускавшихся на заводах Фарман. Идея конструкции была позаимствована у британского Napier Lion компании Napier & Son, самом мощном моторе на тот период. У 12We, как и у появившегося двумя годами позднее изделия конкурентов — Lorraine 12E — имелось три блока по четыре цилиндра с водяным охлаждением.
Первый полёт самолёта Farman F.60 Goliath с установленными на нём двигателями 12We состоялся в октябре 1922 года; позже, в 1924 году, на его модификации Farman F.62 был установлен рекорд дальности. Продолжительность непрерывной работы двигателя составляла 38 часов.

## Модификации
12Wersс редуктором 0.5:1 и нагнетателем KP24.

## Применение

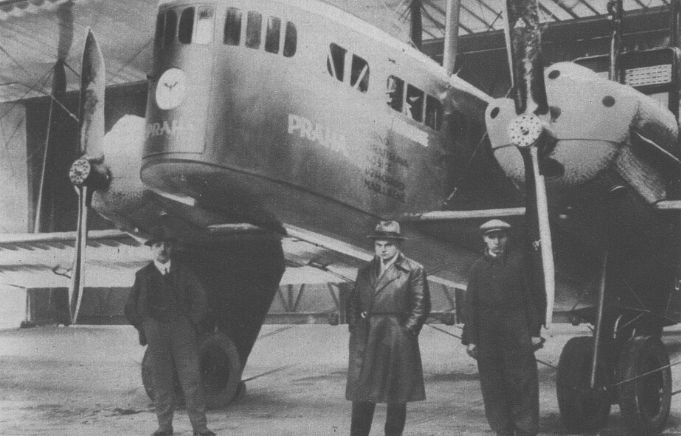
Farman F.60 Goliath, 1929 год

- Breguet 19
- Dewoitine D.14
- Dornier Do J
- Farman A.2
- Farman F.60 Goliath
- Farman F.62
- Farman F.140 Super Goliath
- Farman F.160
- Farman F.170 Jabiru
- Farman F.180
- Farman F.1000
- Latécoère 21
- Latécoère 23
- Latécoère 24
- Latécoère 32
- Latham 47
- Lublin R-VIII
- Potez 25
- Potez 28

## Сохранившиеся экземпляры

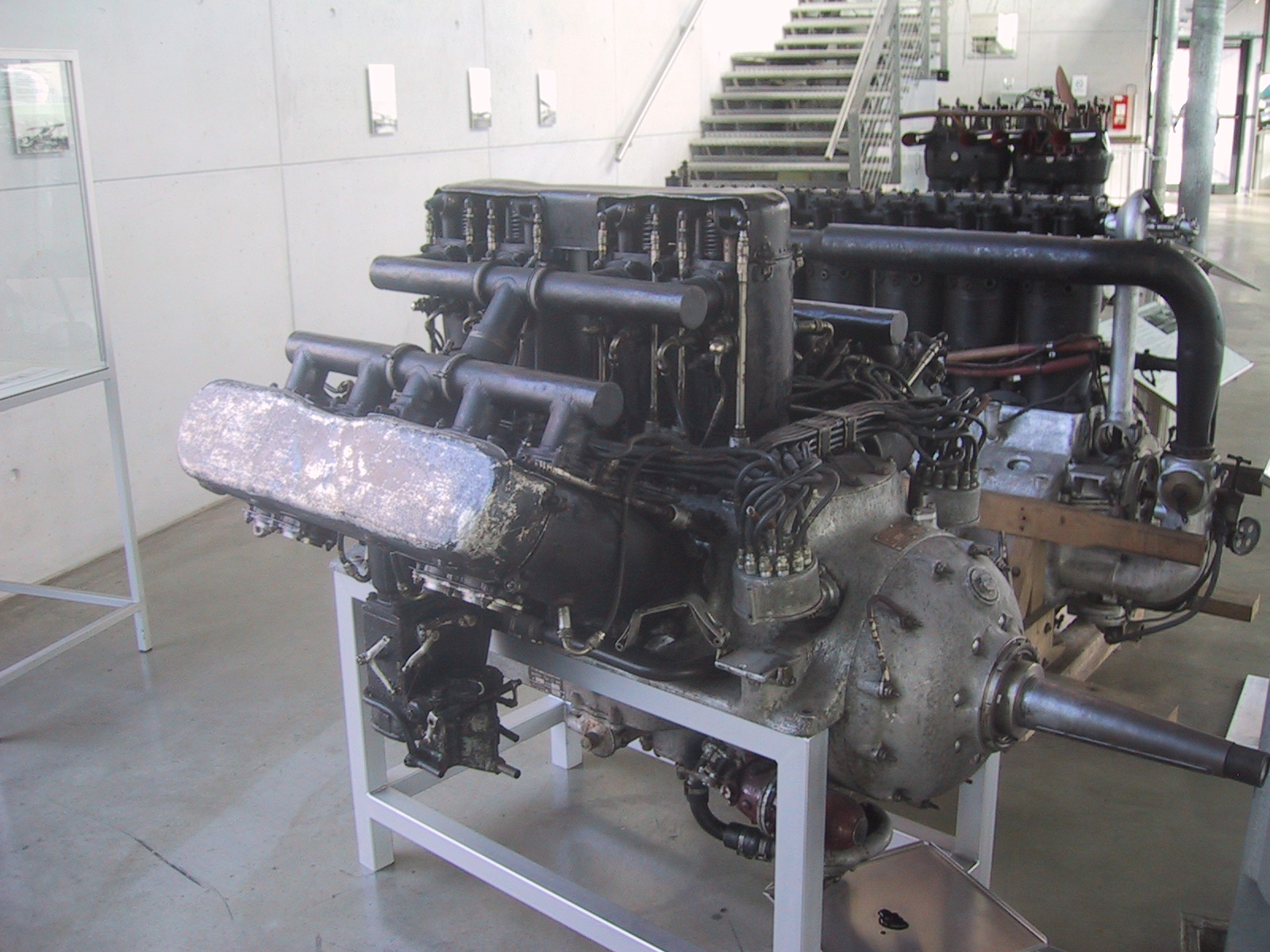
Двигатель 12 We в музее Шляйссхайм, вид справа

Двигатели Farman 12We находятся в экспозициях слудующих музеев:
- музей «Воздушная верфь Шляйссхайм — Немецкий музей»[3]
- Музей польской авиации в Кракове[4]